# جانی سیمونز
جانی جیمز سیمونز (انگلیسی: Johnny James Simmons؛ زادهٔ ۲۸ نوامبر ۱۹۸۶) یک هنرپیشه اهل ایالات متحده آمریکا است. وی از سال ۲۰۰۴ میلادی تاکنون مشغول فعالیت بوده‌است.

## گزیدهٔ فیلم‌شناسی
از فیلم‌ها یا برنامه‌های تلویزیونی که وی در آن نقش داشته‌است می‌توان به آثار زیر اشاره کرد.
- ایوان قادر مطلق (۲۰۰۷)
- لولوخورخوره ۲ (۲۰۰۷)
- راننده کامیون (فیلم) (۲۰۰۸)
- روح (۲۰۰۸)
- هتلی برای سگ‌ها (۲۰۰۹)
- بدن جنیفر (۲۰۰۹)
- اسکات پیلگریم در برابر دنیا (۲۰۱۰)
- توطئه‌گر (۲۰۱۰)
- خیابان جامپ شماره ۲۱ (فیلم) (۲۰۱۲)
- مزایای گوشه‌گیر بودن (۲۰۱۲)
- آزمایش زندان استنفورد (فیلم) (۲۰۱۵)
- ابتدایی (مجموعه تلویزیونی) (۲۰۱۲)
- فهرست کارها (۲۰۱۳)
- کلوندایک (سریال) (۲۰۱۴)
- همسر خوب (۲۰۱۵)
- پدیده (۲۰۱۶)
- دیر شکوفا (۲۰۱۶)